# فولوديمير ميلنيشينكو
فولوديمير فولوديميروفيتش ميلنيشينكو (بالإنجليزية: Volodymyr Volodymyrovych Melnychenko، بالأوكرانية: Володимир Володимирович Мельниченко)، (25 فبراير 1932 - 19 أبريل 2023) كان فنانًا تشكيليًا أوكرانيًا ونحاتًا ومهندسًا معماريًا وفنانًا أوكرانيا مشرفًا، وعضوًا في الاتحاد الوطني للفنانين الأوكرانيين، وعضوًا في الاتحاد الإبداعي لعموم أوكرانيا، وعضوًا فخريًا في الاتحاد الوطني للمصورين السينمائيين في أوكرانيا ومواطنًا فخريًا في ناريان مار.
عمل في مجالات الهندسة المعمارية والنحت والرسم والجرافيك والتصوير الفني، وهو أيضا مؤلف سيناريوهات بعض الأفلام الوثائقية.

## الحياة في القطب الشمالي
في 1954، قام برفقة زوجته "آدا ريباتشوك" بأول رحلة إلى الشمال، وأقاما في مايو ويونيو على البحر الأبيض، وفي يوليو وسبتمبر على جزيرة كولغوييف.
في 1955، حصل على الموافقة على موضوع عمل الدبلوم عن "الشاطئ الشتوي للبحر الأبيض، جزيرة كولغوييف"، وذهب مع زوجته في الرحلة الاستكشافية الثانية إلى الشمال، والتي استمرت لمدة عام ونصف.
1956–1957، رسمت لوحات الدبلوم من قبل آدا ريباتشوك وفولوديمير ميلنيشينكو في جزيرة كولغوييف.

## الحياة المبكرة والتعليم
وُلِد فولوديمير ميلنيشينكو في كييف في 25 يناير 1932. أثناء الاحتلال الألماني لكييف، عاش في مدرسة داخلية للأطفال، ثم عاش مع والدته بعد الحرب.
في 1950، تخرج من مدرسة كييف للفنون. ت. شيفتشينكو. في 1951، التحق بمعهد كييف الحكومي للفنون.

## الفن
من أشهر أعمال آدا ريباتشوك و فولوديمير ميلنيتشينكو:
- محطة الحافلات المركزية (كييف، 1960)
- قصر الأطفال والشباب (كييف، 1963-1968)
- "زهرة النار"

## الوفاة
توفي ميلنيشينكو في كييف في 19 أبريل 2023.